# Гнилане (община)
Гнилане (серб. Гњилане) — община в Косово, входит в Гниланский округ.
Население составляет около 130 тысяч человек. По переписи 2011 года население составляло 90178 человек. Занимаемая площадь — 510 км².
Административный центр общины — город Гнилане. Община Гнилане состоит из 57 населённых пунктов, средняя площадь населённого пункта — 8,9 км².

## Административная принадлежность
| Сербская позиция                                                      | Албанская позиция                           |
| --------------------------------------------------------------------- | ------------------------------------------- |
| входит в Косовско-Поморавский округ автономного края Косово и Метохия | входит в Гниланский округ Республики Косово |